# Trouble (band)
Trouble er et amerikansk doom metal-band, kendt som pionerer indenfor genren sammen med bands såsom Candlemass og Saint Vitus. Bandet skabte en speciel stil ved at tage inspiration fra de britiske heavy metal-bands Black Sabbath og Judas Priest, samt psykedelisk rock fra 1970'erne. Gruppens to første album, Psalm 9 og The Skull er blevet betegnet som milepæle indenfor doom metal, mens deres tidlige udgivelser i 1990'erne gennem Def American snarere viste en stoner metal-musikstil. Efter seks studiealbum og turnéer gennem USA og Europa gik Trouble i opløsning i 1996, men blev gendannet seks år senere for at udgive deres syvende studiealbum gennem Escapi Music. 
Bandets kerne har været sanger Eric Wagner (senere erstattet af Kory Clarke), guitaristerne Rick Wartell og Bruce Franklin, samt trommeslager Jeff Olson. De er også kendt for deres tidlige sangteksters spirituelle indhold; deres første pladeselskab, Metal Blade Records, markedsførte i 1980'erne bandet som "White metal" (set i forhold til den begyndende black metal-bevægelse).

## Medlemmer
Trouble har haft flere udskiftninger i deres line-up, og Bruce Franklin og Rick Wartell er de eneste permanente medlemmer.
| Rolle   | År             | År              | År             | År              | År             | År             | År             | År             | År             |
| Rolle   | 1979–1983      | 1983–1986       | 1986–1987      | 1987–1989       | 1989-1993      | 1993–1996      | 2002           | 2002–2008      | 2008–          |
| ------- | -------------- | --------------- | -------------- | --------------- | -------------- | -------------- | -------------- | -------------- | -------------- |
| Vokal   | Eric Wagner    | Eric Wagner     | Eric Wagner    | Eric Wagner     | Eric Wagner    | Eric Wagner    | Eric Wagner    | Eric Wagner    | Kory Clarke    |
| Guitar  | Bruce Franklin | Bruce Franklin  | Bruce Franklin | Bruce Franklin  | Bruce Franklin | Bruce Franklin | Bruce Franklin | Bruce Franklin | Bruce Franklin |
| Guitar  | Rick Wartell   | Rick Wartell    | Rick Wartell   | Rick Wartell    | Rick Wartell   | Rick Wartell   | Rick Wartell   | Rick Wartell   | Rick Wartell   |
| Bas     | Ian Brown      | Sean McAllister | Ron Holzner    | Ron Holzner     | Ron Holzner    | Ron Holzner    | Ron Holzner    | Chuck Robinson | Chuck Robinson |
| Trommer | Jeff Olson     | Jeff Olson      | Dennis Lesh    | Ted Kirkpatrick | Barry Stern    | Jeff Olson     | Jeff Olson     | Jeff Olson     | Mark Lira      |

- Note: Trouble var opløst i perioden 1996-2002.

## Diskografi

### Studiealbum
- 1984: Psalm 9
- 1985: The Skull
- 1987: Run to the Light
- 1990: Trouble
- 1992: Manic Frustration
- 1995: Plastic Green Head
- 2007: Simple Mind Condition
- 2008: Unplugged
- 2013: The Distortion Field

### Opsamlings- og livealbum
- 1983: Trouble Live
- 1990: Trouble Live Dallas Bootleg
- 2006: Live in Stockholm (dvd)
- 2008: Trouble Live in L.A.
- 2010: Live in Palatine 1989
- 2010: Live in Schaumberg 1993
- 2011: Live 1983
- 2011: Black Shapes of Doom

## Fodnoter
1. ↑  Doom Metal Arkiveret 20. december 2010 hos  Wayback Machine Allmusic
2. ↑  Leif Edling, Trouble interviw, Trouble Live In Stockholm DVD.
3. ↑  Lahtonen, Luxi. "Interview with Trouble". Metal-rules.com. Hentet 2007-09-06.